# Церковь Рождества Девы Марии (Дуды)
Церковь Рождества Пресвятой Девы Марии (бел. Касцёл Нараджэння Найсвяцейшай Панны Марыі) — католический храм в деревне Дуды, Гродненская область, Белоруссия. Относится к Ивьевскому деканату Гродненского диоцеза. Памятник архитектуры в стиле деревянного барокко, построен в 1772 году. Включён в Государственный список историко-культурных ценностей Республики Беларусь.

## История

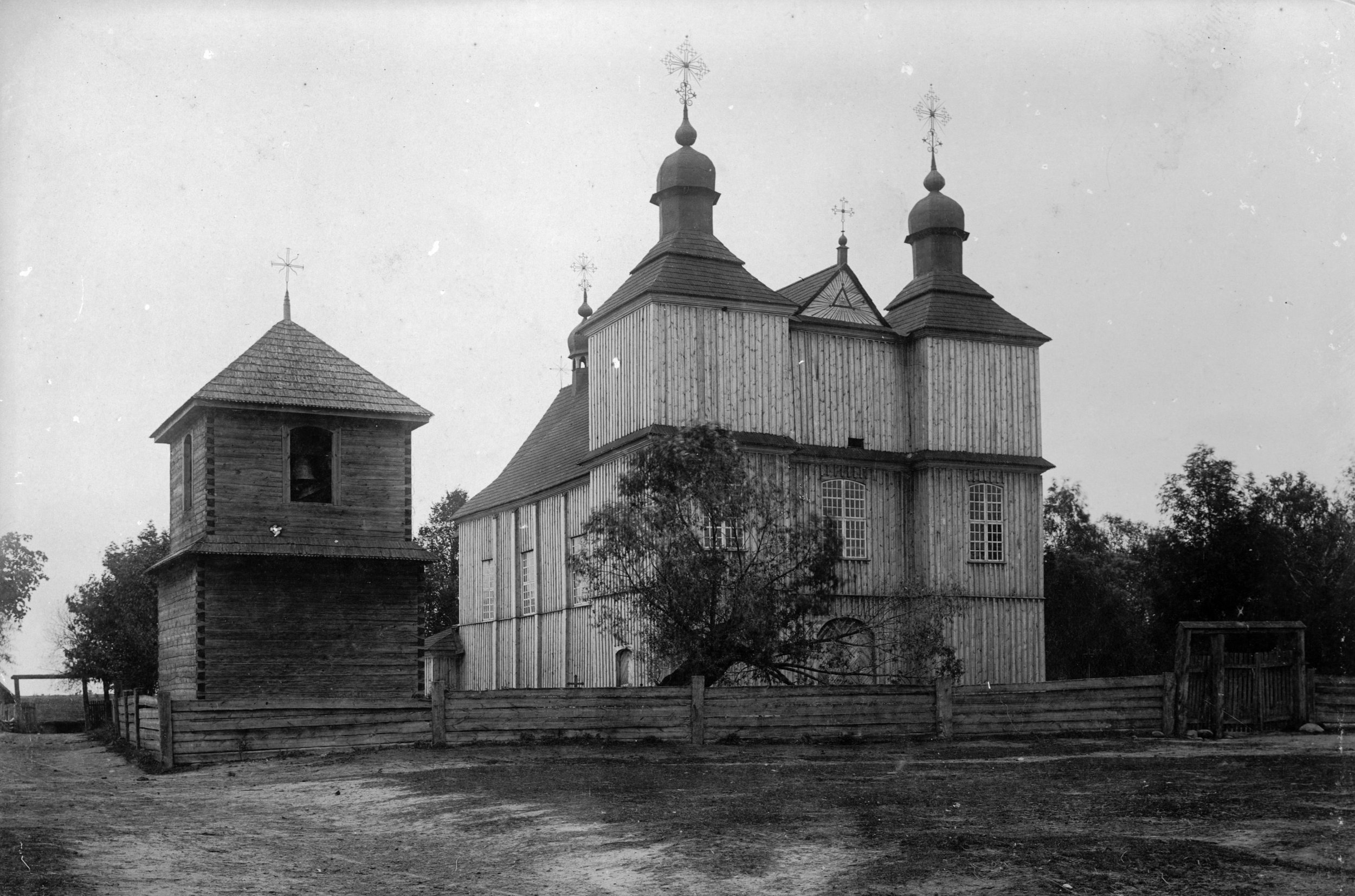
Храм на фотографии начала XX века

В 1608 году в Дудах был образован католический приход, в то же время на средства тогдашних владельцев из рода Ходкевичей здесь был построен деревянный костёл. В 1772 на месте старого было построено современное здание храма, также деревянное.
Костел был реконструирован в 1908 году. В 1930-е годы надстроены третий ярус башен на средства местного землевладельца Иеронима Зеньковича и его жены Барбары.
В советское время храм действовал непрерывно, несмотря на то, что приход официально была снята с регистрации. По некоторым сведениям, храм был закрыт в 1959, здание переоборудовано в склад, но в 1983 году вернули прихожанам. В 1970-е годы святыня была зачислена к памятникам архитектуры. В 1990 году отреставрировано

## Архитектура
Храм Рождества Пресвятой Девы Марии — памятник деревянного зодчества в стиле барокко.
В плане представляет собой однонефный храм с пятигранной апсидой и боковыми ризницами. По бокам главного фасада — две четвериковые башни, увенчанные высокими четырёхгранными шатрами с треугольными фронтонами у основания.
В интерьере храма выделяются три деревянных барочных алтаря. Главный алтарь двухъярусный, находится на высоком постаменте, решён двумя колоннами коринфского ордера. В верхней части алтаря находится прямоугольный пилястровый щит с горельефным образом «Распятие», а в центре — икона «Богоматерь с младенцем» в барочной резной раме. Алтарь богато украшен деревянной резьбой с позолотой. Композиция и декор боковых алтарей повторяют центральный, но отличаются рокайльными фигурными щитами в завершении. Над нартексом — балюстрадная галерея хоров с органом.

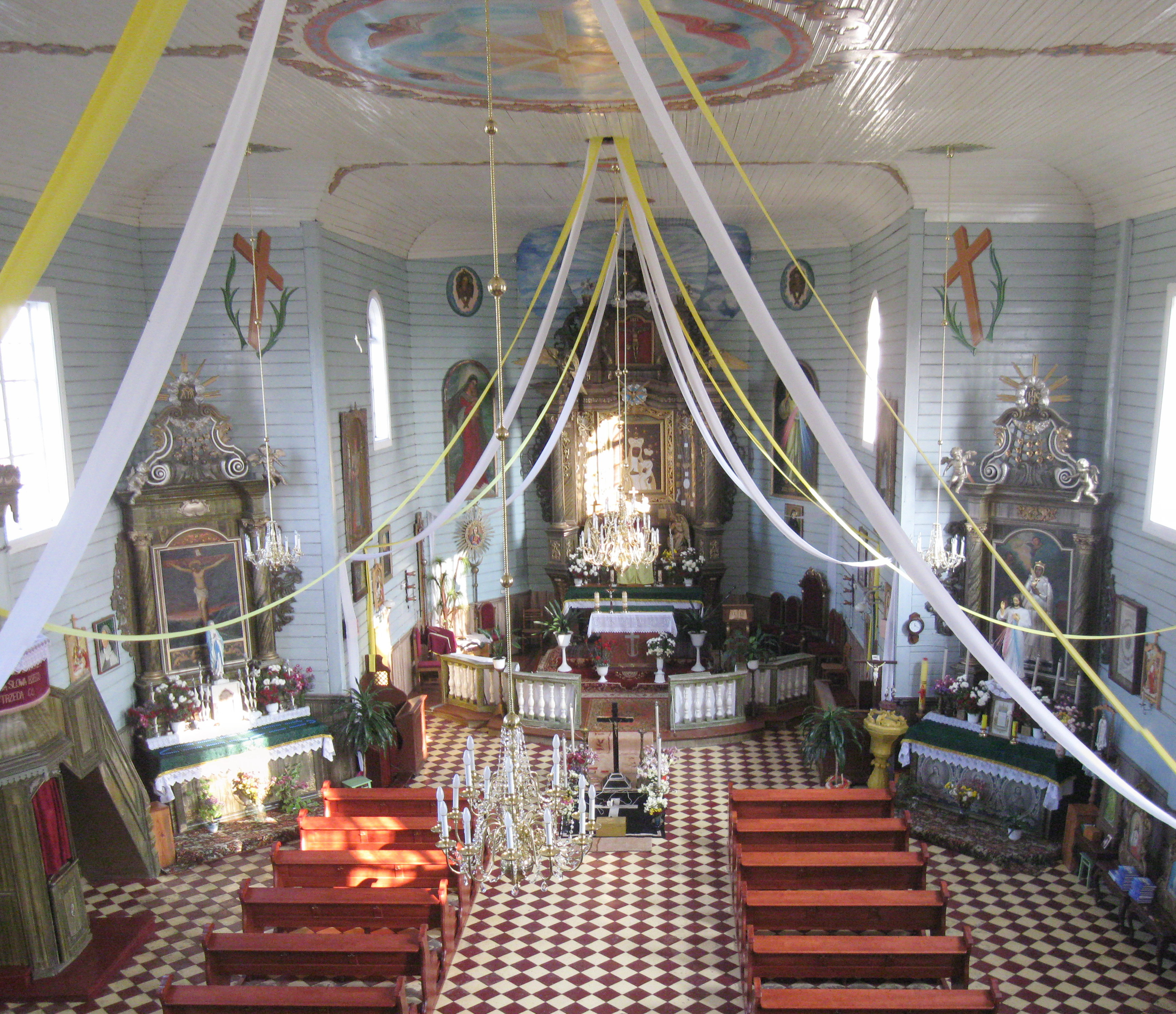
Интерьер храма

Рядом с храмом расположена отдельно стоящая, прямоугольная в плане, невысокая двухъярусная деревянная колокольня, возведённая одновременно с храмом.